# Scissor Sisters (album)
Scissor Sisters is het debuutalbum van de Amerikaanse band Scissor Sisters.
Het album is het best verkochte album in het Verenigd Koninkrijk van 2004 en versloeg daarmee Keane met hun succesvolle Hopes and Fears.

## Tracklisting
1. "Laura"
2. "Take Your Mama"
3. "Comfortably Numb"  cover van Pink Floyd
4. "Mary"
5. "Lovers In The Backseat"
6. "Tits On The Radio"
7. "Filthy/Gorgeous"
8. "Music Is The Victim"
9. "Better Luck"
10. "It Can't Come Quickly Enough"
11. "Return To Oz"

### Bonus Tracks
Bonus Tracks staan op het speciale UK-uitgave van het album
1. "A Message from Ms. Matronic"
2. "The Skins"
3. "Get It Get It"

## Singles
Laura, Take Your Mama, Comfortably Numb, Mary en Filthy/Gorgious zijn op single uitgebracht.